# Cosmos 348
Cosmos 348 (en cirílico, Космос 348) fue un satélite artificial científico soviético perteneciente a la clase de satélites DS (el segundo y último de tipo DS-U2-GK) y lanzado el 13 de junio de 1970 mediante un cohete Cosmos-2I desde el cosmódromo de Plesetsk.

## Objetivos
La misión de Cosmos 348 consistió en realizar estudios sobre diversos aspectos de la atmósfera superior de la Tierra (concentración de electrones y protones, cambios en la densidad atmosférica) y sobre las auroras polares. La misión fue un esfuerzo internacional conjunto, con la participación de diversos países, como Bulgaria, Hungría, la República Democrática de Alemania, Polonia, Rumania y Checoslovaquia. El satélite continuó el trabajo del Cosmos 261, que a su vez fue continuado por el satélite francosoviético Aureole.

## Características
El satélite tenía una masa de 400 kg (aunque otras fuentes indican 357 kg) y fue inyectado inicialmente en una órbita con un perigeo de 212 km y un apogeo de 680 km, con una inclinación orbital de 71 grados y un periodo de 93,1 minutos.
Cosmos 348 reentró en la atmósfera el 25 de julio de 1970.

## Resultados científicos
Cosmos 348 llevó a cabo mediciones de flujos de partículas en la alta atmósfera.